# Groundhog Day (musical)
Groundhog Day é uma comédia musical com músicas e letras feitas por Tim Minchin e libreto por Danny Rubin. Baseado no filme homônimo de 1993, roteirizado por Rubin e Harold Ramis, teve sua estreia mundial no teatro Old Vic de Londres no verão de 2016, e no August Wilson Theatre da Broadway em 17 de abril de 2017.
A história gira em torno de Phil Connors, um arrogante meteorologista da TV Pittsburgh, durante a cobertura do evento conhecido como Dia da marmota em Punxsutawney, Pensilvânia. Preso num looping temporal, passa a repetir o mesmo dia vezes seguidas.

## Antecedentes
O musical é baseado no filme de 1993, Groundhog Day. Fora então estrelado por Bill Murray como Phil Connors e Andie MacDowell como Rita Hanson, havendo custado 14,6 milhões de dólares para sua produção e havendo no mercado doméstico estadunidense rendido mais de 70 milhões. Em 2006 a obra foi adicionada ao acervo National Film Registry da Biblioteca do Congresso, por ser considerado "cultural, histórica ou esteticamente relevante". Foi ainda escolhido em oitavo lugar entre os dez maiores filmes do gênero fantasia, pelo American Film Institute, e votada como uma das 50 maiores comédias de todos os tempos. Em agosto de 2003 Stephen Sondheim, quando perguntado sobre qual seria seu próximo projeto, respondera que estava interessado na ideia de realizar uma adaptação musical de Groundhog Day. Entretanto, em 2008 ele afirmara que tal tentativa seria impraticável. Entretanto em 2009, durante uma entrevista ao MTV News, Harold Ramis revelou que Danny Rubin estava a trabalhar no libreto para um musical baseado no filme. Muitos anos depois, Rubin afirmou que ele trabalhara no conceito da peça musical por muito tempo, tendo já chegado a cerca de doze concepções para músicas (reduzidas de um montante inicial de trinta), junto aos diálogos, cenas e outros aspectos de produção, até que em 2012 ele ficara retido pois vira que seria impossível tornar factível o musical sem a colaboração de um compositor. Logo após concluir que estava neste impasse, Rubin pediu ao diretor Matthew Warchus para apresentá-lo a Tim Minchin, que havia acabado há pouco as canções de Matilda the Musical; Rubin acreditava que este trabalho o credenciara pois escrevera canções "divertidas, animadas, inteligentes e bonitas"; então os três se uniram para concluir a adaptação do enredo da película. O trio anunciou formalmente sua parceria para o musical em janeiro de 2014. Uma prévia foi realizada em Londres a 12 de julho de 2013, e Minchin apresentou uma das canções do show, "Seeing You", durante seu concerto no teatro KOKO em dezembro; o mesmo se deu no Hyde Park em julho do ano seguinte, e em sua passagem pelo Sydney Opera House em fevereiro de 2015.
Em 2 de abril de 2015 o musical foi oficialmente confirmado, e anunciado que teria sua estreia na Broadway em março de 2017. Mais tarde foi anunciado que o musical poderia ter sua estreia mundial durante o ano de 2016; esta se daria no teatro londrino Old Vic, fazendo parte da estação de estreia de Matthew Warchus como diretor artístico da casa de espetáculos. Além do libreto de Rubin sobre o roteiro original de Ramis, com a direção de Warchus, a coreografia por Peter Darling, desenho por Rob Howell, o show apresenta partituras e letras originais do comediante e letrista australiano Tim Minchin, trazendo reunida a equipe mais criativa desde a realização de Matilda the Musical de 2010, segundo a imprensa. Numa declaração sobre a obra o diretor Warchus disse que é "um show pleno de intelecto, integridade e talento, percepção, humor e, claro, romance". Minchin, por sua vez, adicionou que "nossa versão de Groundhog Day é ao mesmo tempo reconhecível instantaneamente e totalmente diferente" e que "o conceito central é perfeitamente ambientado ao teatro... tem potencial para ser complexo, pesado, visualmente fascinante e tematicamente rico, enquanto permanece como uma comédia romântica alegre com músicas legais e muitas piadas."

## Produções

### Old Vic, Londres (2016)
A produção da estreia do show foi programada para ter a pré-estreia no Old Vic, em Londres, em 11 de julho de 2016, e sua noite de abertura oficial em 16 de agosto, reservando por um período limitado até 17 de setembro de 2016, com performance extra em 19 de setembro. As apresentações prévias foram canceladas em virtude da complexidade técnica do show, sendo anunciada sua retomada em 15 de julho. A pré-estreia acabou sendo um ensaio final aberto à visualização, e ocorreu em 16 de julho. A venda de ingressos teve início em 12 de abril, e as reservas prioritárias a partir de 10 de março. Em janeiro deste mesmo ano fora anunciado que Andy Karl interpretaria o papel de Phil; também figurariam no elenco Carlyss Peer como Rita e Eugene McCoy como Larry.

### Broadway (2017)
O musical tinha sua transferência para a Broadway a 9 de março de 2017, após visualizações prévias a partir de 23 de janeiro do mesmo ano. Entretanto o site especializado Playbill anunciara em 22 de junho de 2016 que o musical "pode não chegar à Broadway em janeiro de 2017" porque seu produtor principal, Scott Rudin, havia se retirado da produção. Após a noite de abertura da produção no Old Vic em Londres, o jornal The New York Times revelou que a produção ainda pretendia se transferir para a Broadway, produzida agora por André Ptaszynski e Lia Vollack com Whistle Pig e Columbia Live Stage.
O musical estreou na Broadway no August Wilson Theatre oficialmente em 17 de abril de 2017.
Em 19 de outubro de 2016 foi anunciado que Andy Karl continuaria seu papel como Phil Connors, tal como na produção londrina; os ingressos foram postos à venda em 2 de novembro de 2016, com previsão de início em 16 de março de 2017. O elenco completo foi anunciado em dezembro de 2016, incluindo Barrett Doss como Rita. A primeira prévia agendada para 16 de março de 2017 teve de ser interrompida em razão de dificuldades técnicas com o palco giratório após 15 minutos de apresentação; entretanto o diretor Warchus decidiu continuar a apresentação num estilo concerto pelo restante do primeiro ato, e encerrando após o intervalo as seis canções sem os componentes técnicos.
A despeito dos problemas inciais, a segunda pré-apresentação em 17 de março continuou conforme planejado. Na prévia da noite de 14 de abril, Karl se machucou no palco durante um número, lesionando seu ligamento cruzado anterior; ele continuou o desempenho com uma bengala mas, em face disso, a apresentação matutina de 15 de abril foi cancelada para permitir que seu suplente, Andrew Call (que geralmente interpreta Gus) ensaiasse para o espetáculo da noite. Apesar de sua lesão, Karl voltou para a noite de abertura da produção em 17 de abril, recebendo grandes elogios por parte dos críticos; ele deixou realizar quatro apresentações na semana que começara em 17 de abril, para se recuperar.
No dia 21 de abril Andie MacDowell assistiu à atuação, encontrando-se com Karl, Doss e o elenco nos bastidores em seguida.
Em 8 de agosto, Bill Murray assistiu ao show ao lado de seu irmão Brian Doyle-Murray (que interpretou o Buster Green no filme) e Danny Rubin (o roteirista), e também se encontrou com o elenco, depois.

### Turnê estadunidense (2018)
Após o encerramento da produção da Broadway foi anunciado que seria efetuada uma turnê de 18 meses através dos Estados Unidos.

## Números musicais
| Ato I - "There Will Be Sun" – Coro - "Small Town, U.S.A." (Dia 1) – Phil e coro - "Punxsutawney Phil" – Coro - "February 2nd" (*)/ "There Will Be Sun" – Rita e coro - "Small Town, U.S.A." (Dia 2) – Phil e coro - "Punxsutawney Phil" – Coro - "February 2nd" / "There Will Be Sun" – Rita e coro - "Small Town, U.S.A." (Dia 3) – Phil e coro - "Stuck" – Phil e terapeuta - "Nobody Cares" – Gus, Ralph, Phil e coro - "Philandering" – Coro - "One Day" – Rita, Phil e coro | Act II - "Playing Nancy" – Nancy - "Hope" – Phil e coro - "Everything About You" (*) – Phil - "If I Had My Time Again" – Rita, Phil e coro - "Everything About You" (Reprise) – Phil - "Philosopher" – Phil e coro - "Night Will Come" – Ned - "Philanthropy" – Phil e coro - "Punxsutawney Rock" – Professora de piano e coro - "Seeing You" – Phil, Rita e coro - "Dawn" – Coro |

(*) "February 2nd" e "Everything About You" foram originalmente intituladas "Second of the Second" e "I Know Everything" respectivamente na produção londrina de 2016.

### Gravação com elenco original da Broadway
A gravação com o elenco original da Broadway ocorreu em março de 2017 e foi lançada digitalmente em 21 de abril e nas lojas em 5 de maio de 2017. O álbum é do selo Broadway / Masterworks e foi produzido por Chris Nightingale, Michael Croiter e Tim Minchin.
| N.º            | Título                           | Duração |  |
| 1.             | "Overture"                       | 1:04    |  |
| 2.             | "There Will Be Sun"              | 2:33    |  |
| 3.             | "Day One"                        | 10:20   |  |
| 4.             | "Day Two"                        | 4:26    |  |
| 5.             | "Day Three"                      | 1:40    |  |
| 6.             | "Stuck"                          | 3:34    |  |
| 7.             | "Nobody Cares"                   | 5:13    |  |
| 8.             | "Philandering"                   | 4:50    |  |
| 9.             | "One Day"                        | 8:46    |  |
| 10.            | "Entr'acte"                      | 0:55    |  |
| 11.            | "Playing Nancy"                  | 3:14    |  |
| 12.            | "Hope"                           | 5:30    |  |
| 13.            | "Everything About You"           | 1:51    |  |
| 14.            | "If I Had My Time Again"         | 4:59    |  |
| 15.            | "Everything About You (reprise)" | 1:00    |  |
| 16.            | "Night Will Come"                | 3:48    |  |
| 17.            | "Philanthropy"                   | 5:03    |  |
| 18.            | "Punxsutawney Rock"              | 1:39    |  |
| 19.            | "Seeing You"                     | 6:32    |  |
| Duração total: | Duração total:                   | 76:40   |  |

## Personagens e elenco original
Personagens e elenco original:
| Personagem                              | Londres (2016)    | Broadway (2017)      |
| --------------------------------------- | ----------------- | -------------------- |
| Phil Connors                            | Andy Karl         | Andy Karl            |
| Rita Hanson                             | Carlyss Peer      | Barrett Doss         |
| Larry                                   | Eugene McCoy      | Vishal Vaidya        |
| Ned Ryerson                             | Andrew Langtree   | John Sanders         |
| Nancy Taylor                            | Georgina Hagen    | Rebecca Faulkenberry |
| Sra. Lancaster                          | Julie Jupp        | Heather Ayers        |
| Freddie                                 | Kieran Jae        | Gerard Canonico      |
| Debbie                                  | Jenny O'Leary     | Katy Geraghty        |
| Joelle                                  | Carolyn Maitland  | Jenna Rubaii         |
| Ralph                                   | Jack Shalloo      | Raymond J Lee        |
| Gus                                     | Andrew Spillett   | Andrew Call          |
| Doris                                   | Emma Lindars      | Rheaume Crenshaw     |
| Buster                                  | Mark Pollard      | Josh Lamon           |
| Xerife                                  | Antonio Magro     | Sean Montgomery      |
| Policial                                | Roger Dipper      | Joseph Medeiros      |
| Jeff                                    | Ste Clough        | Travis Waldschmidt   |
| Jenson                                  | Leo Andrew        | William Parry        |
| Homem gordo                             | David Birch       | Michael Fatica       |
| Piano Teacher                           | Kirsty Malpass    | Tari Kelly           |
| Caçadora de tempestades                 | Vicki Lee Taylor  | Taylor Iman Jones    |
| Dançarinos                              | Leanne Pinder     | Camden Gonzales      |
| Dançarinos                              | Damien Poole      | Jordan Grubb         |
| Dançarinos                              | Lisa Mathieson    | Natalie Wisdom       |
| Dançarinos                              | Spencer Stafford  | —                    |
| Dançarino / Vendedor de cachorro-quente | Matthew Malthouse | Kevin Bernard        |

## Recepção da crítica
A produção londrina original foi positivamente recebida, abrindo com uma série de avaliações com cinco estrelas.
The original London production was received positively, opening to a string of five-star reviews. A produção da Broadway também foi avaliada positivamente, particularmente o desempenho de Andy Karl em seu retorno à produção após a lesão sofrida na pré-produção.

## Prêmios e indicações

### Produção original londrina
| Ano  | Premiação                          | Categoria                                                    | Nomeação                         | Resultado | Ref           |
| ---- | ---------------------------------- | ------------------------------------------------------------ | -------------------------------- | --------- | ------------- |
| 2016 | Evening Standard Theatre Awards    | Melhor Musical                                               | Melhor Musical                   | Indicado  | [ 51 ] [ 52 ] |
| 2016 | Evening Standard Theatre Awards    | Melhor apresentação musical                                  | Andy Karl                        | Indicado  | [ 51 ] [ 52 ] |
| 2016 | Evening Standard Theatre Awards    | Melhor cenário                                               | Rob Howell                       | Indicado  | [ 51 ] [ 52 ] |
| 2016 | BroadwayWorld UK / West End Awards | Theatrical Event of the Year                                 | Theatrical Event of the Year     | Venceu    | [ 53 ]        |
| 2016 | BroadwayWorld UK / West End Awards | Best New Production of a Musical                             | Best New Production of a Musical | Indicado  | [ 53 ]        |
| 2016 | BroadwayWorld UK / West End Awards | Best Actor in a New Production of a Musical                  | Andy Karl                        | Indicado  | [ 53 ]        |
| 2016 | BroadwayWorld UK / West End Awards | Best Actress in a New Production of a Musical                | Carlyss Peer                     | Indicado  | [ 53 ]        |
| 2016 | BroadwayWorld UK / West End Awards | Best Supporting Actor in a New Production of a Musical       | Andrew Langtree                  | Indicado  | [ 53 ]        |
| 2016 | BroadwayWorld UK / West End Awards | Best Supporting Actress in a New Production of a Musical     | Georgina Hagen                   | Indicado  | [ 53 ]        |
| 2016 | BroadwayWorld UK / West End Awards | Best Direction of a New Production of a Musical              | Matthew Warchus                  | Venceu    | [ 53 ]        |
| 2016 | BroadwayWorld UK / West End Awards | Best Choreography of a New Production of a Play or Musical   | Peter Darling                    | Indicado  | [ 53 ]        |
| 2016 | BroadwayWorld UK / West End Awards | Best Lighting of a New Production of a Play or Musical       | Hugh Vanstone                    | Venceu    | [ 53 ]        |
| 2016 | BroadwayWorld UK / West End Awards | Best Costume Design of a New Production of a Play or Musical | Rob Howell                       | Indicado  | [ 53 ]        |
| 2016 | BroadwayWorld UK / West End Awards | Best Set Design of a New Production of a Play of Musical     | Rob Howell                       | Venceu    | [ 53 ]        |
| 2017 | Critics' Circle Theatre Award      | Best Musical (New or Revival)                                | Best Musical (New or Revival)    | Venceu    | [ 54 ]        |
| 2017 | Whatsonstage.com Awards            | Best New Musical                                             | Best New Musical                 | Indicado  | [ 55 ]        |
| 2017 | Whatsonstage.com Awards            | Melhor ator em musical                                       | Andy Karl                        | Indicado  | [ 55 ]        |
| 2017 | Whatsonstage.com Awards            | Melhor diretor                                               | Matthew Warchus                  | Indicado  | [ 55 ]        |
| 2017 | Whatsonstage.com Awards            | Melhor coreografia                                           | Peter Darling                    | Indicado  | [ 55 ]        |
| 2017 | Whatsonstage.com Awards            | Melhor cenografia                                            | Rob Howell                       | Indicado  | [ 55 ]        |
| 2017 | Whatsonstage.com Awards            | Melhor projeto de iluminação                                 | Hugh Vanstone                    | Indicado  | [ 55 ]        |
| 2017 | Whatsonstage.com Awards            | Melhor projeto de vídeo                                      | Andrzej Goulding                 | Indicado  | [ 55 ]        |
| 2017 | Laurence Olivier Awards            | Best New Musical                                             | Best New Musical                 | Venceu    | [ 56 ]        |
| 2017 | Laurence Olivier Awards            | ~ for Best Actor in a Musical                                | Andy Karl                        | Venceu    | [ 56 ]        |
| 2017 | Laurence Olivier Awards            | ~ for Best Actor in a Supporting Role in a Musical           | Andrew Langtree                  | Indicado  | [ 56 ]        |
| 2017 | Laurence Olivier Awards            | ~ for Best Director                                          | Matthew Warchus                  | Indicado  | [ 56 ]        |
| 2017 | Laurence Olivier Awards            | ~ for Best Theatre Choreographer                             | Peter Darling and Ellen Kane     | Indicado  | [ 56 ]        |
| 2017 | Laurence Olivier Awards            | ~ for Best Costume Design                                    | Rob Howell                       | Indicado  | [ 56 ]        |
| 2017 | Laurence Olivier Awards            | ~ for Best Set Design                                        | Rob Howell                       | Indicado  | [ 56 ]        |
| 2017 | Laurence Olivier Awards            | ~ for Best Lighting Design                                   | Hugh Vanstone                    | Indicado  | [ 56 ]        |

### Produção original da Broadway
| Year | Award Ceremony               | Category                                    | Nominee                          | Result   | Ref    |
| ---- | ---------------------------- | ------------------------------------------- | -------------------------------- | -------- | ------ |
| 2017 | Tony Award                   | ~ for Best Musical                          | ~ for Best Musical               | Indicado | [ 57 ] |
| 2017 | Tony Award                   | ~ for Best Actor in a Musical               | Andy Karl                        | Indicado | [ 57 ] |
| 2017 | Tony Award                   | ~ Best Book of a Musical                    | Danny Rubin                      | Indicado | [ 57 ] |
| 2017 | Tony Award                   | ~ Best Direction of a Musical               | Matthew Warchus                  | Indicado | [ 57 ] |
| 2017 | Tony Award                   | ~ Best Original Score                       | Tim Minchin                      | Indicado | [ 57 ] |
| 2017 | Tony Award                   | ~ Best Choreography                         | Peter Darling and Ellen Kane     | Indicado | [ 57 ] |
| 2017 | Tony Award                   | ~ Best Scenic Design in a Musical           | Rob Howell                       | Indicado | [ 57 ] |
| 2017 | Drama Desk Award             | ~ Outstanding Actor in a Musical            | Andy Karl                        | Venceu   | [ 58 ] |
| 2017 | Drama League Awards          | Best Musical                                | Best Musical                     | Indicado | [ 59 ] |
| 2017 | Drama League Awards          | Best Musical Performance                    | Andy Karl                        | Indicado | [ 59 ] |
| 2017 | Outer Critics Circle Awards  | Outstanding New Broadway Musical            | Outstanding New Broadway Musical | Indicado | [ 60 ] |
| 2017 | Outer Critics Circle Awards  | Outstanding Actor in a Musical              | Andy Karl                        | Venceu   | [ 60 ] |
| 2017 | Outer Critics Circle Awards  | Outstanding Director of a Musical           | Matthew Warchus                  | Indicado | [ 60 ] |
| 2017 | Outer Critics Circle Awards  | Outstanding Book of a Musical               | Danny Rubin                      | Indicado | [ 60 ] |
| 2017 | Outer Critics Circle Awards  | Outstanding New Score of a Musical          | Tim Minchin                      | Indicado | [ 60 ] |
| 2017 | Broadway.com Audience Awards | Favorite Leading Actor in a Musical         | Andy Karl                        | Indicado | [ 61 ] |
| 2017 | Broadway.com Audience Awards | Favorite Comedic Performance                | Andy Karl                        | Indicado | [ 61 ] |
| 2017 | ~ for Dance and Choreography | Outstanding Choreography in a Broadway Show | Peter Darling and Ellen Kane     | Indicado | [ 62 ] |